# Foort van Oosten
Foort van Oosten (Dordrecht, 25 juni 1977) is een Nederlandse jurist, bestuurder en VVD-politicus. Sinds 20 februari 2019 is hij burgemeester van Nissewaard.

## Opleiding en loopbaan
Van Oosten ging naar het vwo en studeerde van 1996 tot 2001 rechtsgeleerdheid aan de Universiteit Leiden met een specialisatie in civiel recht en Europees recht en internationaal recht. Van 1999 tot 2000 studeerde hij eveneens aan de Institut d'études politiques de Paris. Bij de VVD volgde hij een basisopleiding mediation en een topkadertraining.
Van 2001 tot 2006 werkte hij als advocaat bij AKD Prinsen Van Wijnen in Rotterdam en van 2006 tot 2011 als departementsadvocaat bij het ministerie van Buitenlandse Zaken. Naast zijn baan als advocaat volgde hij een beroepsopleiding advocatuur. Daarnaast was hij van 2006 tot 2012 lid en vanaf 2010 voorzitter van de Rekenkamer van de gemeente Leiderdorp.

## Politieke loopbaan
Van 27 september 2007 tot 30 september 2011 was Van Oosten lid van de gemeenteraad van Schiedam, vanaf 2010 als VVD-fractievoorzitter. Van 26 september 2011 tot 20 september 2012 was hij wethouder van Schiedam. Tot zijn portefeuille behoorden financiën, vastgoed en grondzaken, herstructurering bedrijventerreinen, sport en recreatie en aanleg A4. 
Vanaf 12 september 2012 was Van Oosten lid van de Tweede Kamer der Staten-Generaal en nam daarin zitting op 20 september. Voor de VVD was hij daar woordvoerder justitie (strafrecht, justitieel jeugdbeleid, rechterlijke organisatie, rechtsbijstand, uitvoeringsketen en de aanpak van criminaliteit) en koninklijk huis. Op 12 december 2017 werd hij vanuit zijn functie als Tweede Kamerlid voorzitter van de Contactgroep België.
In april 2018 was hij formateur voor de vorming van het college van burgemeester en wethouders van de gemeente Albrandswaard. Hij was in de Tweede Kamer voorzitter van de Vaste Kamercommissie voor Europese Zaken vanaf september 2018. Jeroen van Wijngaarden volgde hem op 20 februari 2019 op als lid van de Tweede Kamer.  
Sinds 20 februari 2019 is Van Oosten burgemeester van Nissewaard. Tot zijn portefeuille behoren openbare orde en integrale veiligheid, evenals personeel en organisatie. Naast zijn nevenfuncties ambtshalve is hij vice-voorzitter van de Raad van Toezicht van Stichting Primo in Schiedam.

## Persoonlijk
Van Oosten is gehuwd en heeft een zoon.
- Parlement.com: vj0hjpv5o3l8